# Octomeria aetheoantha
Octomeria aetheoantha är en orkidéart som beskrevs av João Barbosa Rodrigues. Octomeria aetheoantha ingår i släktet Octomeria och familjen orkidéer. Inga underarter finns listade i Catalogue of Life.